# Marchipont
 (avril 2022).
Si vous disposez d'ouvrages ou d'articles de référence ou si vous connaissez des sites web de qualité traitant du thème abordé ici, merci de compléter l'article en donnant les références utiles à sa vérifiabilité et en les liant à la section « Notes et références ».
Marchipont est un village franco-belge traversé par l'Aunelle qui marque ici la frontière. Il dépend administrativement de la commune de Rombies-et-Marchipont du Nord pour le côté français et de la commune de Honnelles du Hainaut pour le côté belge.